# Milutin Vučinić
Milutin Vučinić (cirílico serbio: Милутин Вучинић) fue un soldado y general de brigada y político montenegrino.

## Biografía
Vučinić era hijo del brigadier Mijajlo Nišin Vučinić y Marica Vučinić (de soltera Marković). Se graduó en una academia militar en Italia. Durante la Primera Guerra de los Balcanes estuvo al mando de la brigada Spuž. 
El 17 de febrero de 1919, Milutin Vučinić fue nombrado Ministro Militar del Gobierno del Reino de Montenegro en el exilio, cargo que ocupó hasta su muerte. El 15 de junio de 1921 fue nombrado también Ministro de Hacienda del Gobierno en el exilio, cargo que ocupó hasta septiembre de 1922.
El 28 de junio de 1922 se convirtió en Primer Ministro del Reino de Montenegro en el exilio.
Vučinić murió de un infarto el 14 de septiembre de 1922 en Roma, a la edad de 53 años. Le sobrevivieron su esposa Marija Vučinić (de soltera Plamenac), de Crmnica, sus tres hijos: Dragutin, Niša y Vladimir, y sus dos hijas: Draginja y Darinka.